# 567년

## 연호
- 남진(南陳) 천강(天康) 2년
- 후량(後梁) 천보(天保) 6년
- 북제(北齊) 천통(天統) 3년
- 북주(北周) 천화(天和) 2년
- 신라(新羅) 개국(開國) 17년

## 기년
- 남진(南陳) 폐제(廢帝) 원년
- 북제(北齊) 후주(後主) 3년
- 북주(北周) 무제(武帝) 7년
- 신라(新羅) 진흥왕(眞興王) 28년
- 고구려(高句麗) 평원왕(平原王) 9년
- 백제(百濟) 위덕왕(威德王) 14년

## 탄생
- 신라(新羅)의 26대 국왕(國王) 진평왕(眞平王)